# Rad van Fortuin (televisieprogramma)
Rad van Fortuin (ook wel bekend als Het Rad) is een spelprogramma. Vanaf 1989 werd het onder deze naam uitgezonden op de Belgische zender VTM en in Nederland van 1990 tot en met 1998 bij RTL 4. Op de Nederlandse televisie kreeg het spel op 22 augustus 2016 bij SBS6 een korte wederopleving. In Vlaanderen werd het programma midden 2020 terug gelanceerd bij  SBS.
Van oorsprong is het een Amerikaans tv-programma en is daar sinds 1975 bekend onder de naam Wheel of Fortune. In Vlaanderen verscheen het voor het eerst op tv op de toenmalige BRT in 1976 als "Het Rad der Fortuin", toen gepresenteerd door Mike Verdrengh.

## Concept

Voorbeeld van het rad

Het spel bestaat uit meerdere rondes en een finale.
In de rondes moeten de kandidaten proberen een zin of gezegde te raden, waarvan de categorie (bijvoorbeeld "eten en drinken" of "een gebeurtenis") vooraf gegeven wordt. Op een speciaal bord wordt met gekleurde vlakken aangegeven hoeveel letters de zin telt, gelijk aan bijvoorbeeld galgje.
Om beurten mogen de kandidaten aan een rad draaien, waarop verschillende geldbedragen staan. Daarna mogen ze een letter raden. Voor elke keer dat de geraden letter in het woord voorkomt, krijgen ze het gedraaide geldbedrag. Kandidaten mogen alleen medeklinkers noemen; klinkers moeten worden gekocht met het reeds verzamelde geldbedrag. Zodoende komt men uiteindelijk tot de oplossing. Een kandidaat die een letter goed raadt mag nog een keer draaien. Bij een foute letter, een verkeerde oplossing zeggen of overschrijding van de bedenktijd gaat de beurt naar de tegenstander. Als er een sirene klinkt, betekent dit dat de medeklinkers op zijn. Een kandidaat mag dan niet meer aan het rad draaien, maar moet klinkers kopen of het antwoord zeggen. De goed geraden letters worden op het bord zichtbaar gemaakt door een assistente. In de versie van 2016 noemt deze assistente ook de categorie en het aantal letters van het woord aan het begin van iedere ronde. Een ronde is afgelopen als een kandidaat het woord heeft geraden. Hiermee wint diegene het verzamelde geldbedrag.
De kandidaat die na de reguliere speeltijd het hoogste geldbedrag heeft gewonnen, mag naar de finale. In de finale mag de kandidaat een reeks medeklinkers en één klinker kiezen en proberen hiermee proberen het woord te raden.
Het rad kent naast geldbedragen ook de "bonus" (die extra prijzen oplevert als de kandidaat de ronde wint) en een aantal hindernissen, zoals de "verliesbeurt" (waarbij de kandidaat zijn beurt moet afstaan) en de "bankroet" (waarbij de kandidaat ook al het in die ronde verzamelde geld verliest, evenals de eventuele bonus).
Het Rad van Fortuin is oorspronkelijk ook een casinospel. De naam van de Nederlandse quiz Rat van Fortuin is een woordspeling op de naam van dit programma.

## Het programma per land

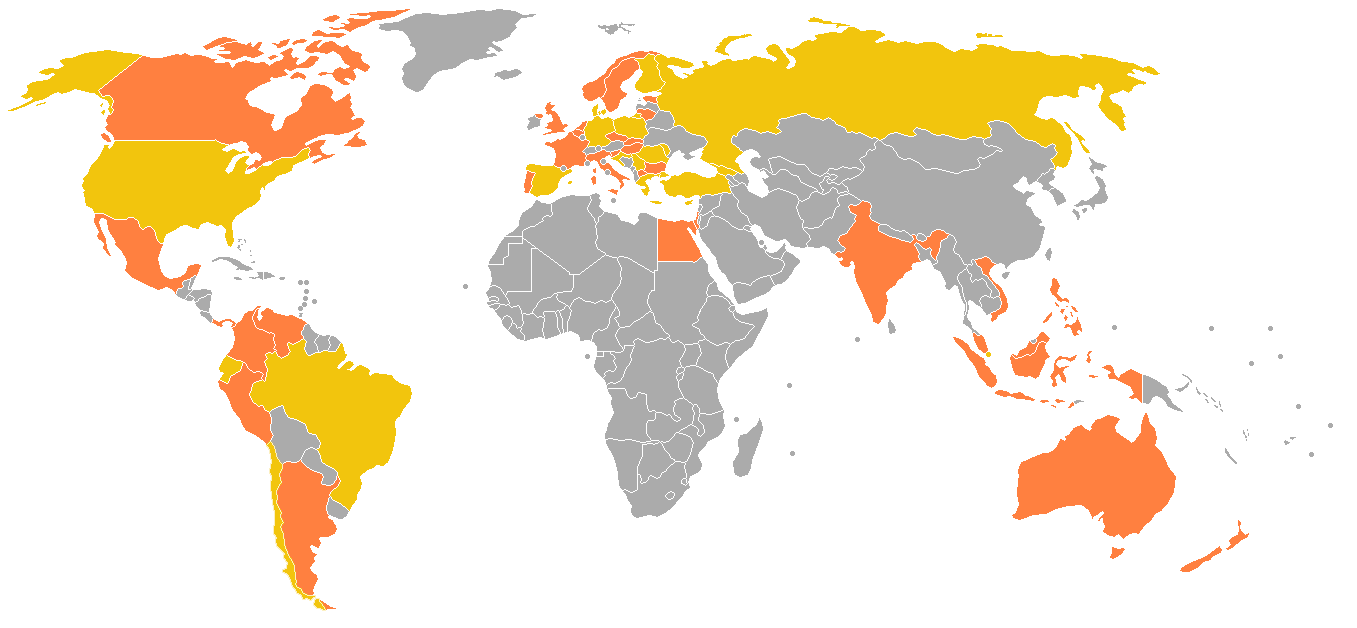
Landen waar Rad van Fortuin wordt/werd uitgezonden

### Amerika
Het programma vindt zijn oorsprong in Amerika, waar het op 6 januari 1975 begon en nog altijd uitgezonden wordt. Daarmee is het de langstlopende spelshow op de Amerikaanse televisie. De Amerikaanse variant werd bedacht door Merv Griffin. Hij was tot aan zijn pensioen in 2000 ook uitvoerend producent van het programma. De eerste zeven jaar presenteerde Chuck Woolery het programma. De huidige Amerikaanse versie wordt geproduceerd door Sony Pictures Television.

### België

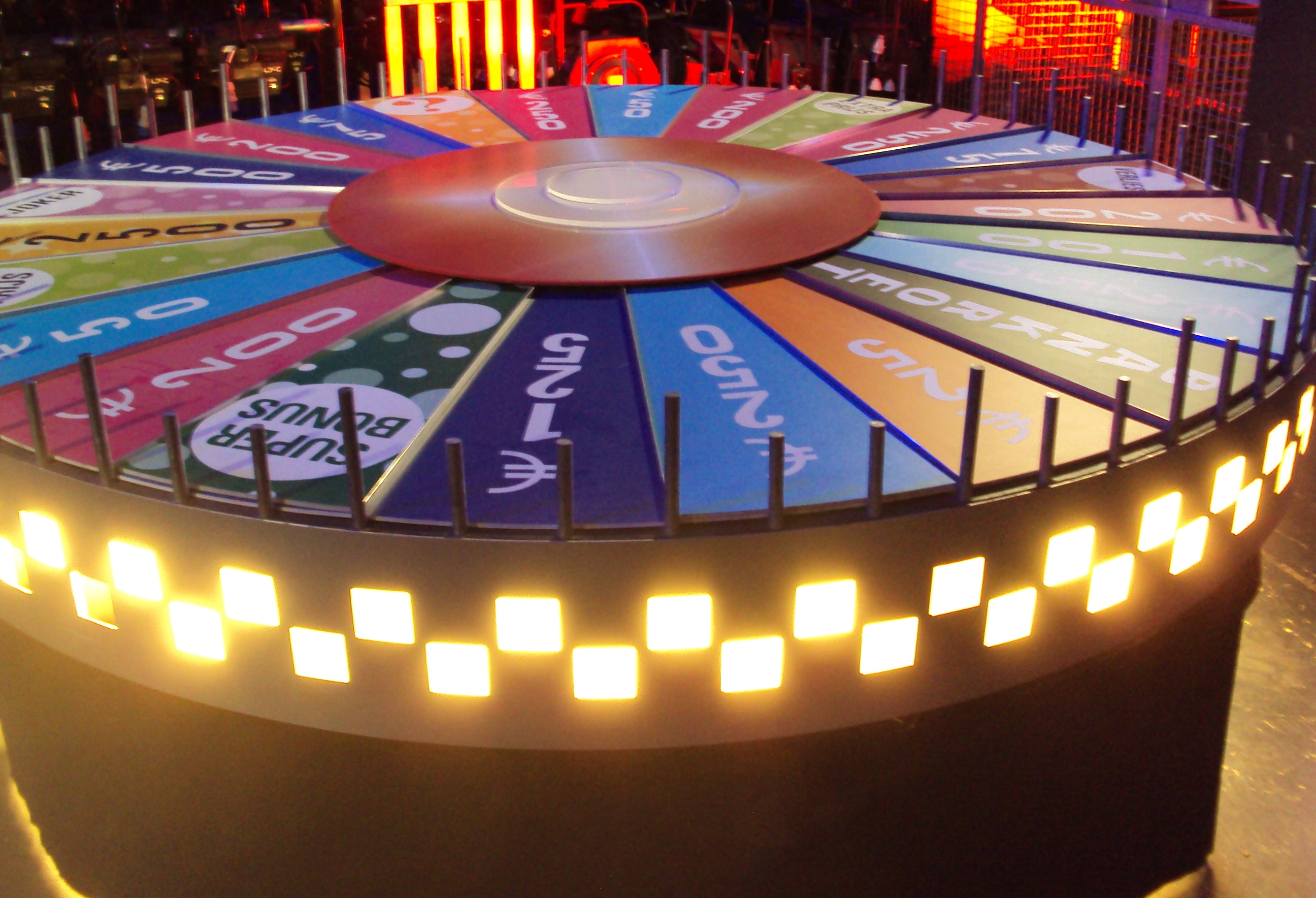
Rad van het VTM-programma Rad van Fortuin

In Vlaanderen bestond het programma al in de jaren 70 op de toenmalige BRT en werd gepresenteerd door Mike Verdrengh (toen nog onder de naam Het Rad der Fortuin). Na de oprichting van de commerciële zender VTM werd het daar al gauw een van de populairste programma's, gepresenteerd door Walter Capiau en Aurore. De eerste aflevering werd daar op 2 februari 1989 uitgezonden, een dag na het openingsgala van de zender. Halfweg 1994 nam Bart Kaëll de presentatie van het spel over, dit tot eind december 1997.
Het programma kende ook tal van assistentes aan het speelbord: Aurore, Bé De Meyer, Els, Deborah Ostrega, Valérie en Zoë van Gastel. Daarna verdween het programma een tijdlang van het Vlaamse televisiescherm, tot VTM weer met nieuwe uitzendingen begon bij haar vijftienjarig bestaan in 2004 waar bij aanvang nog Walter Grootaers, Koen Wauters, Luc Appermont en Bart van den Bossche afwisselend de presentatoren waren. De originele spelformule bleef bewaard en het decor werd opgefrist in een modern jasje. Het nostalgische blauwe speelbord met de bordjes werd vervangen door een groot elektronisch scherm met 56 vakken. De assistente hoefde nu niet meer de bordjes om te draaien, maar een gewone tik op het vakje volstond om de letter tevoorschijn te halen. Het rad deelde enkel nog geld- en naturaprijzen uit in de finaleronde. Ook werd er een jackpotronde ingevoerd die kon oplopen tot duizenden euro's. Later ging Luc Appermont alleen verder en in 2006 besloot ook hij ermee te stoppen. Uiteindelijk besliste VTM om geen nieuwe presentator meer te zoeken en het programma stop te zetten. De zendtijd van het Rad van Fortuin werd later opgevuld door het programma 1&70, dat al na één seizoen werd stopgezet.
In de zomer van 2020 zond de zender VIER nieuwe afleveringen uit met Peter Van de Veire als presentator. De naam van het programma werd ingekort naar Het Rad en de begintune werd onder handen genomen door Regi. Er is ook geen vaste assistente aan het letterbord, in elke aflevering is er een BV te gast als "letterzetter". De eerste aflevering werd op 3 augustus uitgezonden en haalde 650.000 kijkers. Eind december 2020 zond VIER een tweede reeks uit die met een gemiddelde van 260.000 kijkers beduidend minder scoorde dan de eerste reeks. In januari 2021 was er wekelijks een speciale aflevering van Het Rad op het scherm die met duo's gespeeld werd. De eerste aflevering van deze wekelijkse editie, met BV's die voor het goede doel speelden, haalde bijna 500.000 kijkers. In de zomer van 2021 was er een derde reeks van Het Rad te zien op Play4.

### Nederland
Het spelprogramma is ook uitgezonden in Nederland door RTL 4. Het rad bestond hierbij in de eerste ronde uit 24 vakjes met één verliesbeurt, één joker, één bankroet en de volgende bedragen in guldens: 50, 150, 200 (drie keer), 300, 350, 400 (drie keer), 450 (twee keer), 550, 600 (drie keer), 700, 750, 800 (twee keer) en 1000. Een joker kon worden ingezet om de beurt te behouden na een foute letter, verliesbeurt of bankroet. Na de eerste ronde veranderde het rad. In de tweede ronde kwam 2000 gulden in de plaats van de 50, er kwam een bankroet op de verliesbeurt en een bonus verving de 350 gulden. Deze bonus was een extra prijs. In latere afleveringen kwam er een weekend op 700 gulden te liggen. In de derde ronde kwam er 4000 gulden op de 150 te liggen en verving de verliesbeurt de joker. Als er tijd over was, werd er een vierde woord gespeeld. Bij tijdgebrek kwam er een zogenaamde versnelde ronde: de presentator draaide aan het rad en met het bedrag dat terechtkwam bij de kandidaat die aan de beurt was, werd gespeeld. De kandidaten draaiden niet meer aan het rad. Het noemen van medeklinkers leverde geld op. Kandidaten konden ook klinkers noemen, maar die leverden niets op. Als de (mede)klinker voorkwam in het woord, dan kreeg de kandidaat een kans om het woord te raden. Als dit niet lukte, ging de beurt naar de volgende speler. Na het winnen van een ronde door het raden van het woord, mocht de kandidaat met het gewonnen bedrag prijzen uitzoeken uit een winkel in de studio, met een minimum van 500 gulden. Daarna gaf Gaston Starreveld in een voice-over nog informatie over de gekochte prijzen. De winkel verdween na 1998 omdat het te veel tijd in beslag nam. In de finale moest de kandidaat vijf medeklinkers en één klinker noemen. De kandidaat kon bij het raden van een woord een keuken of auto winnen. In latere afleveringen moesten de kandidaten van tevoren een van drie enveloppen met een prijs kiezen: een auto, keuken of thuisbioscoop.
De uitzendingen begonnen in 1990 en zijn in 1998 gestopt. Voormalig RTL 4-programmadirecteur René Oosterman heeft destijds gezegd dat het Rad van Fortuin te weinig kijkers trok en daarom is het uit de programmering van RTL 4 gehaald. In Nederland werd het programma gepresenteerd door Hans van der Togt met de assistentie van onder anderen Leontine Ruiters, Patricia Rietveld of Cindy Pielstroom en de begeleidende stem van Gaston Starreveld. Na het verdwijnen van het Rad van Fortuin werd de zendtijd opgevuld door het inmiddels gestopte Lucky Letters met Victor Reinier.
In 2006 leek het er even op dat het programma met Van der Togt mogelijk zou terugkeren op televisie, ditmaal bij Talpa. Uiteindelijk is het er niet van gekomen.
Ter gelegenheid van het 20-jarig jubileum van RTL 4 keerde het Rad van Fortuin in oktober en november 2009 tijdelijk terug op de buis. Carlo Boszhard presenteerde met assistentie van Leontine Ruijters vier weken lang op zondagavond nieuwe afleveringen.
Op 22 augustus 2016 keerde het programma terug op televisie, bij SBS6. André Hazes jr. werd de nieuwe presentator. Leontine Ruijters was niet langer de assistente. Dit was tot 14 oktober 2016 elke week iemand anders. Iedereen tussen de 8 en 88 jaar kon zich opgeven om een week lang (van maandag t/m vrijdag) de bordjes om te draaien. Ook mannen konden zich hiervoor opgeven.  Stephanie Tency werd op 17 oktober 2016 de vaste assistente. De bordjes werden – net als in de versie in 2009 – vervangen door een touchscreen, zodat de assistente alleen maar met de vingers op de vakjes hoefde te tikken. Bij een goed antwoord verscheen hierdoor ook meteen het hele woord op het bord in plaats van dat alle bordjes omgedraaid moesten worden. Nieuw in deze versie was de publieksprijs. Als deze gedraaid werd, kreeg het hele publiek in de studio een prijs. De Bonus, in de zomermaanden een vakantie in Attractiepark Slagharen en in de wintermaanden een meubelcheque, kon als deze gedraaid werd, alleen worden gewonnen als degene die de Bonus draaide ook het woord wist te raden. Zo niet, dan verdween de Bonus uit het spel. Ook nieuw was de "snelle ronde" die voorafgaand aan elke ronde wordt gespeeld om te bepalen wie mag beginnen. Op het bord verscheen een woord letter voor letter in beeld. Wie het wist mocht op de knop drukken en het woord raden. Zodra het woord was geraden kreeg degene die het woord heeft geraden € 100,- en mocht hij/zij als eerste aan het rad draaien. De finale was eveneens anders dan in de jaren 90. De kandidaat kon kiezen of hij/zij het geld wil verdubbelen of verdrievoudigen. Als hij/zij ervoor koos om het geld te verdubbelen en het woord niet raadde, dan behield de kandidaat het geld uit de eerste ronde; als hij/zij ervoor koos om te verdrievoudigen en het woord niet raadde, dan ging hij/zij met lege handen naar huis. Zodra de keuze was gemaakt, verscheen op het bord een woord van een willekeurig aantal letters. Vervolgens kreeg de kandidaat vijf vaste letters: vier medeklinkers en een klinker. Dit waren de letters D, R, N, T en E. Dan werd gekeken hoe vaak deze letters in het woord voorkomen. Daarna mocht de kandidaat nog twee medeklinkers en een klinker kiezen en werd gekeken hoe vaak deze letters in het woord voorkomen. Dan werden alle letters zichtbaar gemaakt op het bord en kreeg de kandidaat tien seconden om het woord te raden. In de week voor Kerstmis waren er speciale kerstuitzendingen. Hierbij was het decor aangepast in de kleuren groen en rood en werden in de finale letters die het woord KERST vormen, gegeven als vaste letters.
In 2017 werd het programma na een eerste seizoen met 200 afleveringen stopgezet. Het werd vervangen door woonprogramma's.

### Duitsland
In Duitsland heette Het Rad Van Fortuin 'Glücksrad' en werd het van 1988 tot 1998 uitgezonden op Sat.1, van 1998 tot 2002 op Kabel 1 en in 2004 op 9Live. Het programma werd op Sat 1 om de week afwisselend door Frederic Meisner en Peter Bond gepresenteerd. Het was een groot succes, het programma trok elke dag (inclusief zaterdag en zondag) miljoenen kijkers. Toen in mei 1998 'Glücksrad' naar Kabel 1 ging, verhuisde alleen Meisner mee. Hij bleef tot december 2001 het programma presenteren. Vanaf januari 2002 nam Thomas Ohrner het presentatiewerk over voor 9 maanden tot de zender het programma uiteindelijke annuleerde. Dit was vermoedelijk ingegeven door het vertrek van Meisner; het programma trok anno september 2002 al niet meer zoveel kijkers als twee, drie jaar eerder. In 2004 op 9Live beleefde Meisner zijn comeback. Dit duurde echter maar drie maanden, de populariteit was tanende en het programma werd uiteindelijk afgevoerd. Twaalf jaar later, in 2016, vierde het Glücksrad opnieuw een comeback in Duitsland, nu op RTLplus. De presentatie is in handen van Jan Hahn, als assistente is de danseres Isabel Edvardsson te zien.

### Overig
Andere versies van het Rad van Fortuin zijn uitgezonden in Italië, Australië, Nieuw-Zeeland, Rusland, Polen, Griekenland en het Verenigd Koninkrijk.